# Rhopalobrachium crowsoni
Rhopalobrachium crowsoni is een keversoort uit de familie Phloeostichidae. De wetenschappelijke naam van de soort werd in 1995 gepubliceerd door John F. Lawrence.